# Oumourdan Magass
Oumourdan Magass (auch: Imourdan Imajeghen, Imourdan Magass, Imour Dan Magass) ist ein Stadtviertel von Agadez in Niger.
Oumourdan Magass ist eines der elf historischen Stadtviertel der zum UNESCO-Welterbe zählenden Altstadt von Agadez, in deren Osten es liegt. Die angrenzenden Altstadtviertel sind Amarewat im Norden, Oumourdan Nafala im Süden, Agar Garin Saka im Südwesten und Akanfaya im Westen.
Historisch ist Oumourdan Magass neben Akanfaya und Oumourdan Nafala eines der drei Stadtviertel der Tuareg-Konföderation Kel Owey. Diese Viertel sind durch viele agajir genannte Koppeln für Kamele und durch als guida-n-Baki bezeichnete temporäre Wohnsitze für fremde Nomaden charakterisiert. Imourdan Imajeghen, ein Beiname von Oumourdan Magass, bedeutet „Imourdan der Adeligen“. Die Bevölkerung untersteht dem Gonto von Oumourdan Magass, einem traditionellen Ortsvorsteher, der als Mittelsmann zwischen dem Sultan von Agadez und den Einwohnern auftritt.
Bei der Volkszählung 2012 hatte Oumourdan Magass 3738 Einwohner, die in 621 Haushalten lebten. Bei der Volkszählung 2001 betrug die Einwohnerzahl 5045 in 805 Haushalten und bei der Volkszählung 1988 belief sich die Einwohnerzahl auf 1107 in 138 Haushalten.